# Meijin femminile 32
La 32ª edizione del Meijin femminile si è disputata tra il 21 gennaio e il 16 aprile 2021.
Si è trattato della prima edizione del Meijin femminile dopo l'interruzione nel 2019 e il cambio di nome in Coppa Hakata Kamachi, Torneo Meijin femminile e di sponsor da Evening Fuji a Medical corporation association Saitama-Kyojunokai. A differenza delle edizioni precedenti, in cui la sfidante era scelta con un torneo a eliminazione diretta tra 16 giocatrici, in questa edizione è stato previsto un girone di qualificazione all'italiana tra sette giocatrici; la vincitrice Ueno Asami ha affrontato la detentrice Fujisawa Rina in un incontro al meglio delle tre partite.
La finale è stata vinta per 2-0 da Fujisawa Rina, che ha così conquistato il titolo per la quarta volta consecutiva.

## Torneo
| Giocatrice          | Suzuki Ayumi | Ueno Asami | Xie Yimin | Mukai Chiaki | Nyu Eiko | Kato Chie | Tsuji Hana | Risultato | Risultato |
| ------------------- | ------------ | ---------- | --------- | ------------ | -------- | --------- | ---------- | --------- | --------- |
| Suzuki Ayumi 7d     | –            | N+R        | X         | N+R          | B+R      | N+9,5     | B+R        | 5-1       | P         |
| Ueno Asami Kisei f. | X            | –          | N+R       | B+R          | N+0,5    | B+14,5    | N+5,5      | 5-1       | P         |
| Xie Yimin 6d        | N+1,5        | X          | –         | N+0,5        | B+R      | X         | B+5,5      | 4-2       | 3         |
| Mukai Chiaki 5d     | X            | X          | X         | –            | X        | B+R       | N+R        | 2-4       | Ret.      |
| Nyu Eiko 3d         | X            | X          | X         | B+3,5        | –        | N+7,5     | B+R        | 3-3       | 4         |
| Kato Chie 1d        | X            | X          | B+3,5     | X            | X        | –         | N+R        | 2-4       | Ret.      |
| Tsuji Hana 1d       | X            | X          | X         | X            | X        | X         | –          | 0-6       | Ret.      |

Suzuki Ayumi 7d e Ueno Asami Kisei femminile hanno entrambe vinto cinque incontri su sei, e si sono affrontate in una partita di spareggio per determinare la sfidante al titolo; la vittoria è andata a Ueno.
| Giocatrice          | Spareggio 15 marzo |
| ------------------- | ------------------ |
| Suzuki Ayumi 7d     |                    |
| Ueno Asami Kisei f. | N+R                |

## Finale
La finale è stata una sfida al meglio delle tre partite tra la campionessa in carica Fujisawa Rina Meijin femminile e la vincitrice del torneo per la sfidante, Ueno Asami Kisei femminile.